# كركب
كرسول أو كُرْكُب (الاسم العلمي: Crassula) هو جنس نباتي يتبع فصيلة الكرسولية من رتبة كاسرات الحجر.